# يوسف روسيغر

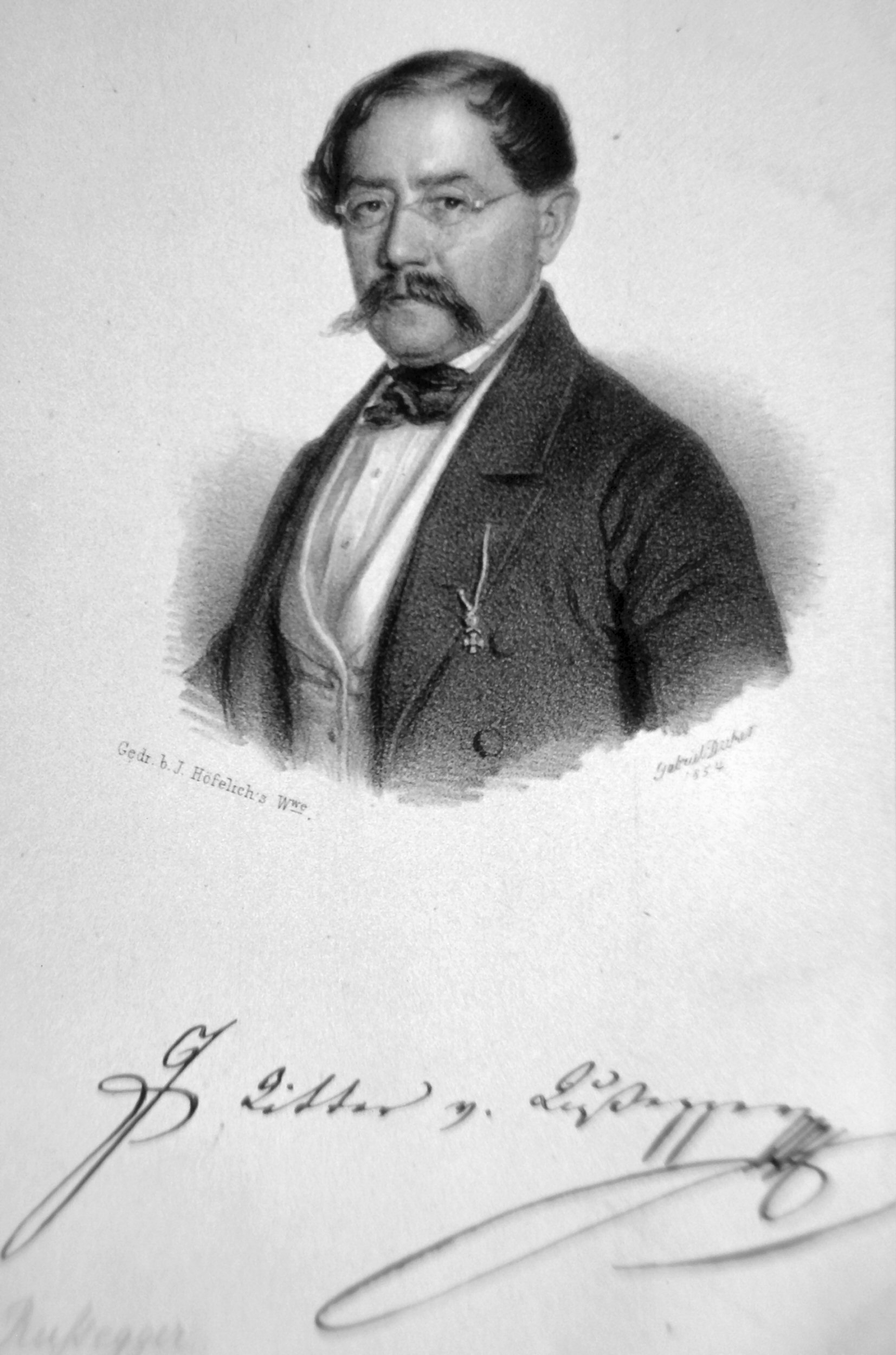
روسيغر سنة 1854

يوسف ريتر فون روسيغر (بالألمانية: Joseph Ritter von Russegger) ـ (زالتسبورغ، 18 نوفمبر 1802 ـ شيمنيتس، 20 يونيو 1863) هو جيولوجي نمساوي، عمل في خدمة والي مصر محمد علي باشا حينًا من الزمن.

## حياته
ولد يوسف روسيغر في زالتسبورغ في 18 نوفمبر 1802، وفيها تلقى تعليمه، قبل أن ينتقل إلى أكاديمية التعدين والتحريج في شيمنيتس من سنة 1823 إلى سنة 1825، ثم يعمل مديرًا لمناجم بوكشتاين (وادي غاشتاين) من 1831 إلى 1835.
أجرى روسيغر بدءًا من 1836 دراسات جيولوجية في كل من شمال أفريقيا والمنطقة العربية وآسيا الصغرى، وكان بصحبته في بعثته هذه عالم النبات تيودور كوتشي (1813 ـ 1866). وفي مصر، أجرى ـ نزولًا على رغبة واليها محمد علي باشا ـ أبحاثًا جيوغنوسية وجيولوجية، كما استكشف مناجم الذهب وغيره في السودان. ولدى عودته إلى أوروبا سنة 1939، كلفه الملك أوتو باستكشاف الموارد التعدينية في اليونان، ثم قام بجولات موسعة في القارة الأوروبية شملت إيطاليا وجنوب غرب ألمانيا وفرنسا وبريطانيا واسكندنافيا وغيرها، وقد أسفرت هذه الرحلات عن كتاب ذي أجزاء عديدة سماه «رحلات في أوروبا وآسيا وأفريقيا» (بالألمانية: Reisen in Europa, Asien und Afrika) ونشره في الفترة من 1841 إلى 1850.
في سنة 1843، عُين روسيغر نائبًا لمدير إدارة التعدين والملح في تيرول، وفي سنة 1850، عُين مديرًا لمنطقة تعدين المجر السفلى.

## تكريمه
انتُخب روسيغر في سنة 1848 عضوًا بأكاديمية فيينا للعلوم.